# Stockgut
Stockgut (Vogtei, Schaffgut) bezeichnet Bauernhöfe in der Eifel und deren Umgebung, die einem besonderen Recht unterliegen.
Diese Bauernhöfe wurden von den jeweiligen Grundherren, beispielsweise im Falle Oberkail von den Grafen Manderscheid-Oberkail, als Erblehen an die bis 1782 leibeigenen Bauern gegeben. Die Bauern durften das Gut weder teilen, noch beleihen oder verkaufen. Im Erbfall ging das Lehen gemäß dem Anerbenrecht an ein einziges Kind (Sohn oder Tochter), meistens an das älteste (Primogenitur).
Die Stockgüter gehörten also dem Grundherrn, und der Bauer trat als Verwalter des Gutes auf. Falls die Stockgut-Bauern ihren Verpflichtungen (Zehnt sowie Frondienste) nicht nachkamen, konnten sie entschädigungslos „entlehnt“ werden.
In Luxemburg fand der Begriff Vogtei für Stockgüter Verwendung.